# بيركهولدرية مرتقة
بيركهولدرية مرتقة (الاسم العلمي: Burkholderia sartisoli) هي نوع من البكتيريا، سلبية الغرام، تتبع جنس البيركهولدرية.